# 범어사 원효암 목조관음보살좌상
범어사 원효암 목조관음보살좌상(梵魚寺 元曉庵 木造觀音菩薩坐像)은 부산광역시 금정구 범어사 원효암에 있는 조선시대의 불상이다. 2008년 12월 16일 부산광역시의 유형문화재 제96호로 지정되었다.

## 개요
본 보살좌상은 방형의 얼굴, 뭉퉁한 코, 머리의 비례가 짧음, 대의의 특징 중 목 좌우측 옷깃이 역삼각형을 이룬 점, 대의 끝자락이 구불구불한 물결 모양으로 처리된 점 등은 모두 조선시대 17세기 불상 혹은 보살상에서 흔히 엿보이는 특징과 유사하다. 
그러나 두 무릎부분의 깊은 가로줄선의 옷주름선 처리와 전체적으로 17세기 양식을 계승한 가운데 도식적이고 평판적인 점 등은 18세기 보살상과 흡사한 특징들이다. 원효암 보살좌상의 이러한 특징들은 특히 범어사 대웅전 관음보살좌상(1661년), 관음전 관음보살상(1722년)과 양식적으로 서로 유사성이 아주 짙어 범어사의 보살좌상을 모델로 하여 조성하였을 가능성이 높다. 
본 작품은 부산의 불교문화를 대표하는 범어사 말사 소속 암자에 봉안된 보살상으로서 중요성이 인정되며, 범어사에 봉안된 17∼18세기 보살좌상과 유사한 양식 계보를 보여주고 있어 본사와 말사의 불상조각 연구에 좋은 참고자료로 활용할 수 있으리라 생각된다.
또한 원효암 관음보살좌상은 부산 지역에 남아있는 몇 안되는 17∼18세기 보살상으로 그 중요성이 인정되므로, 부산광역시 유형문화재로 지정하여 보존하는 것이 바람직할 것으로 판단된다.

## 참고 문헌
- 범어사 원효암 목조관음보살좌상 - 국가유산청 국가유산포털